# Nephodia sororcula
Nephodia sororcula là một loài bướm đêm trong họ Geometridae.